# Sheffield (Alabama)
Pour les articles homonymes, voir Sheffield (homonymie).
Sheffield est une municipalité américaine située sur le rive gauche de la rivière Tennessee dans le comté de Colbert en Alabama, en face de la ville de Florence.
Selon le recensement de 2010, sa population est de 9 039 habitants. La municipalité s'étend sur 6,46 milles carrés (16,73 km2).
Sheffield devient une municipalité en 1885. Elle est nommée d'après la ville anglaise de Sheffield, également productrice de fer et d'acier.

## Démographie
| 1890  | 1900  | 1910  | 1920  | 1930  | 1940  | 1950   | 1960   |
| ----- | ----- | ----- | ----- | ----- | ----- | ------ | ------ |
| 2 731 | 3 333 | 4 865 | 6 682 | 6 221 | 7 933 | 10 767 | 13 491 |

| 1970   | 1980   | 1990   | 2000  | 2010  | - | - | - |
| ------ | ------ | ------ | ----- | ----- | - | - | - |
| 13 115 | 11 903 | 10 380 | 9 652 | 9 039 | - | - | - |